# オーベルシュレージエン突撃戦車
オーベルシュレージエン突撃戦車（オーベルシュレージエンとつげきせんしゃ、ドイツ語:Sturmpanzerwagen Oberschlesien）は、第一次世界大戦末期のドイツで計画された戦車（中戦車に相当）。多砲塔戦車に分類されることもある。
オーベルシュレージエンはオーバーシュレージエンとも表記される（舞台ドイツ語と標準ドイツ語の違いによる表記揺れ）。

## 概要
第一次世界大戦も終わりに向かい、ドイツの戦車開発は、鈍重な重戦車から機動力の高い軽量な突撃戦車に、急進的に移行した。ドイツ軍の高速作戦には、ドイツのA7Vやイギリスのマーク IV 戦車などの重戦車タイプでは、この目的に完全に不適当であったため、新型戦車は、敵の前線を突破できるだけでなく、この突破の機会を生かす高速追撃性能が必要だった。また、乗員や砲や機関銃の数を減らすなど、無駄を省いた合理的な設計により、大量生産を可能にする必要があった（A7Vは艦船のように一輌ごとに手作りだった）。
この「シュトゥルムパンツァーヴァグン」の開発製造に計13社が申請し、1918年中頃、チーフエンジニア（開発主査）の「W.A.Th.ミュラー（Wilhelm Adolph Theodor Müller）」（Kヴァーゲンの設計者）によって、デザインが選定された。
ベルリン＝マリーエンフェルデ（※マリーエンフェルデはベルリンの行政区の一つ）の「リーベ（Riebe）・クーゲルラガー・ウント・ヴェルクツォイク・ファブリク有限責任会社（GmbH）」（リーベ・ボールベアリング工場）の子会社である、グライヴィッツの「オーベルシュレージシェン・ヒュッテンヴェルケ」（上シレジア製鉄所）は、その年の10月に、2つのプロトタイプの開発製造を委託された。プロジェクトには、コードネーム「オーベルシュレージエン（上シレジア）」が与えられた。
※クーゲルラガー＝ドイツ語でボールベアリングのこと。
実車は終戦前に完成しなかったが、2つのモックアップ（木製模型）が製作された。
1918年8月23日、リーベは一番目のモックアップを発表した。戦車全体の減量・軽量化と低全高化が要求された。最大 15 t と 2.30 mの高さ、そして、対空機関銃が要求された。しかし、車体中央の機関銃座の高さを減らしても、ようやく2.70 mの高さに達しただけだった。
（全高を低くできなかったのは機関銃の配置のせいだと考えられる。また車体が長いのも機関銃の配置のせいである。ゆえに後方機関銃を無くし、前方機関銃を操縦手の横に配置すれば、全高・全長を短縮し、軽量化が可能となる。）
1918年10月12日、司令部はオリオンドライブ(Orion-Laufwerk。履帯の前端が半円。オーベルシュレージエン I)を備えた2輌のプロトタイプの製造を提案した。オリオンドライブの信頼性が疑われたので、A7Vドライブ(A7V-Laufwerk。履帯の前端が傾斜。オーベルシュレージエン II)を備えた2輌のプロトタイプが発注された。
1918年11月2日、2番目のモックアップが発表された。

## 設計

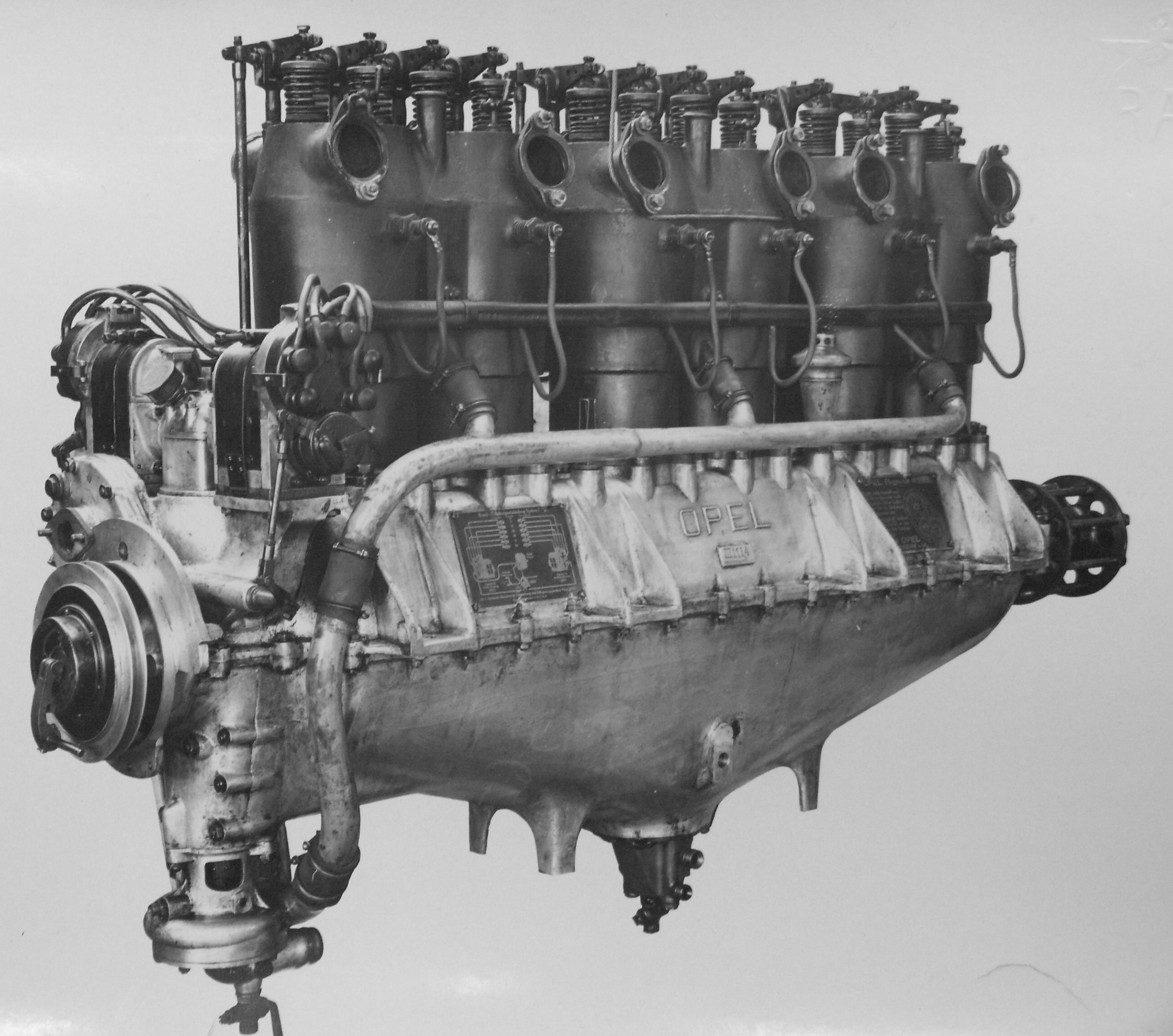
アルグス As.III

「オーベルシュレージエン突撃戦車」の設計には、連合国の戦車から模倣した機能が含まれていた。
- リアエンジン・リアドライブ方式
- 戦闘室と後部機関室の分離
- 中央配置の旋回砲塔
- 縦幅の狭い無限軌道

14 mm厚の装甲は、歩兵砲の射撃に耐えることができ、砲塔に3.7 cmもしくは5.7 cmの砲（おそらく、37 ㎜砲はクルップ、57 ㎜砲はマキシム・ノルデンフェルト。52 mm戦車砲を搭載する計画もあったとされる）と、車体の戦闘室の前後の銃塔に限定旋回式（最大射角は左右に90度ずつ）に2挺の7.92 mm重機関銃を装備しており、このように「オーベルシュレージエン突撃戦車」は、潜在的な敵と戦うのに十分だった。この戦車のカタログスペックは、既に量産されていた連合国の初期の戦車の性能よりは優れていた。しかし装甲厚は、大量使用されていたルノー FT-17 軽戦車に劣っていた。スピード（路上と路外の両方）では、ルノー FT-17に追いつくことができた。
駆動方式は、車体中央に起動輪がある、リアエンジン・ミッドドライブ方式である。車体後部中央に、航空機用のアルグス As.III 水冷直列6気筒ガソリンエンジンを搭載している。エンジンの両側には変速機がある。車体両側面中央やや後方にある円盤状の物が、起動輪である。車体下部側面には装甲板があり、泥落としのための斜めに傾斜した長方形の穴（マッド・シューター）が、片側2つずつ、両側面に開口していた。

## 乗員配置
乗員配置は、車体前部に並列に並んだキューポラに右側の車長と左側の操縦手、旋回砲塔に砲手兼装填手、前後の機関銃に機銃手×2、の5名である。一応、これが定説である。ただ、高さが低くて見える距離と範囲が短く狭く、後方の確認ができない、視界の限られた車体前方の、操縦手の隣に車長を配するのは、戦場の状況や敵味方の視認という面で問題がある。この場合、全周視察は砲手の役目となる。
異説としては、乗員6名で、操縦手の隣は車長ではなく副操縦手であり、砲塔内は車長と砲手の2名となる。当時の大重量戦車であれば、操縦に複数の乗員が必要であった可能性はあるし（イギリスの菱形戦車も1人で操縦可能になったのはMk.V以降である）、砲塔の天面に備えられたキューポラも、中央後方＝砲尾の後方に配置されており、これは後のIII号戦車やIV号戦車と同じ位置であり、ここに車長が配置される可能性は高い。
あるいは、砲塔の車長が砲手と装填手を兼任すれば、5名でも可能と考えられる。つまり、車体前部に並列に並んだキューポラに左側の操縦手と右側の副操縦手、旋回砲塔に車長兼砲手兼装填手、前後の機関銃に機銃手×2、の5名である。ただ、その場合、1人用にしては砲塔が大きすぎることと、砲手席と砲塔天面のキューポラの位置が離れているので、疑問はある。
あるいは、機銃手を減らせば、5名でも可能とも考えられる。つまり、車体前部に並列に並んだキューポラに左側の操縦手と右側の副操縦手、旋回砲塔に車長と砲手（装填手はどちらかが兼任）、前後の機関銃を兼任する機銃手（機関銃の不使用時に機銃手が砲の装填手を兼任する可能性も考えられる）、の5名である。複数の機関銃がある場合でも、その全てに機銃手を配置する必要は無く、敵がいる方向に配置された機関銃に機銃手が移動すれば済む話であり、自車の周囲を敵に囲まれて、全ての機関銃を多方向に同時に撃ちまくる状況もそうそうないと考えられる。仮にその必要がある場合でも（それはかなりの非常時であるが故に）、砲塔内の車長か砲手のどちらかが、もう一方の機銃手に回れば、済む話である。
あるいは、非常時でなくとも、オーベルシュレージエン突撃戦車の前後の限定旋回式銃塔の機関銃は、真横に指向できたので、船のように、左右舷側のどちらかに、2挺の重機関銃（と砲塔の戦車砲）の火力を集中する射撃法を行う可能性も考えられる。
5名での運用も不可能ではないが、視察の問題や、兼任や担当者不在が多くなるので、役割分担に余裕を持たせるなら、やはり6名が望ましいと考えられる。

## 20年早過ぎた、III号戦車の先祖
「オーベルシュレージエン突撃戦車」は、速度の遅さを除けば、後のIII号戦車の初期型に似た性格の戦車であった。
もしもヴェルサイユ条約で、ドイツが戦車の開発と保有と運用を禁止されなければ、本車がドイツ陸軍の1920年代を担う、次期主力中戦車になっていたであろうことは、想像に難くない。そうなれば史実よりも20年早く、III号戦車並みの中戦車が活躍していたかもしれない。なお、同じく次期主力軽戦車はLK IIとLK IIIだったであろう。
|          | オーベルシュレージエン突撃戦車 | グローストラクトーア II  | III号戦車A型                 | IV号戦車A型                |
| -------- | ------------------------------ | ------------------------ | ---------------------------- | -------------------------- |
| 全長     | 6.7 m                          | 6.6 m                    | 5.69 m                       | 5.60 m                     |
| 全幅     | 2.34 m                         | 2.81m                    | 2.81 m                       | 2.90 m                     |
| 全高     | 2.97 m（軍の要求は2.3 m)       | 2.3 m                    | 2.355 m                      | 2.65 m                     |
| 重量     | 19 t（軍の要求は15 t)          | 19.32 t                  | 15.4 t                       | 18.4 t                     |
| 乗員     | 5名（あるいは6名）             | 6名                      | 5名                          | 5名                        |
| 車長     | 専任                           | 専任                     | 専任                         | 専任                       |
| エンジン | 水冷直列6気筒ガソリン          | 液冷V型12気筒ガソリン    | 液冷V型12気筒ガソリン        | 液冷V型12気筒ガソリン      |
| 出力     | 180 hp/1,400 rpm               | 250 hp                   | 250 hp/3,000 rpm             | 250 hp/2,600 rpm           |
| 速度     | 16 km/h                        | 40 km/h                  | 32 km/h                      | 35 km/h                    |
| 主武装   | 37 mm砲 or 57 mm砲×1           | 24口径7.5 cm戦車砲 KwK×1 | 46.5口径3.7 cm戦車砲 KwK36×1 | 24口径7.5 cm戦車砲 KwK37×1 |
| 副武装   | 7.92 mm重機関銃 MG08×2         | 7.92 mm機関銃×2          | 7.92 mm汎用機関銃 MG34×3     | 7.92 mm汎用機関銃 MG34×2   |
| 装甲厚   | 14 mm                          | 13 mm                    | 5～14.5 mm                   | 10～20 mm                  |
| 特記     |                                | 無線機採用の可能性あり   | 無線機・咽喉マイク採用       | 無線機・咽喉マイク採用     |